# لوکاس واسکز
لوکاس واسکز ایگلسیاس (به اسپانیایی: Lucas Vázquez Iglesias‎؛ زادهٔ ۱ ژوئیهٔ ۱۹۹۱) بازیکن فوتبال اهل اسپانیا است که به‌عنوان وینگر بازی می‌کند.

## آمار باشگاهی
تا تاریخ ۱۴ فوریه ۲۰۲۴
| عملکرد                   | عملکرد                   | عملکرد                   | لیگ    | لیگ    | جام        | جام        | قاره‌ای | قاره‌ای | سایر | سایر | مجموع | مجموع |
| فصل                      | باشگاه                   | لیگ                      | بازی   | گل     | بازی       | گل         | بازی   | گل     | بازی | گل   | بازی  | گل    |
|                          |                          |                          | لالیگا | لالیگا | کوپا دل ری | کوپا دل ری | اروپا  | اروپا  | دیگر | دیگر | مجموع | مجموع |
| ------------------------ | ------------------------ | ------------------------ | ------ | ------ | ---------- | ---------- | ------ | ------ | ---- | ---- | ----- | ----- |
| ۲۰۱۱–۲۰۱۲                | رئال مادرید کاستیا       | سگوندا دیویسیون بی       | ۲۶     | ۴      | ۰          | ۰          | ۰      | ۰      | ۰    | ۰    | ۲۶    | ۴     |
| ۲۰۱۲–۲۰۱۳                | رئال مادرید کاستیا       | سگوندا دیویسیون          | ۲۶     | ۳      | ۰          | ۰          | ۰      | ۰      | ۰    | ۰    | ۲۶    | ۳     |
| ۲۰۱۳–۲۰۱۴                | رئال مادرید کاستیا       | سگوندا دیویسیون          | ۴۰     | ۸      | ۰          | ۰          | ۰      | ۰      | ۰    | ۰    | ۴۰    | ۸     |
| مجموع رئال مادرید کاستیا | مجموع رئال مادرید کاستیا | مجموع رئال مادرید کاستیا | ۹۲     | ۱۵     | ۰          | ۰          | ۰      | ۰      | ۰    | ۹۲   | ۱۵    |       |
| ۲۰۱۴–۲۰۱۵                | اسپانیول                 | لالیگا                   | ۳۳     | ۳      | ۶          | ۱          | ۰      | ۰      | ۰    | ۰    | ۳۹    | ۴     |
| ۲۰۱۵–۲۰۱۶                | رئال مادرید              | لالیگا                   | ۲۵     | ۴      | ۱          | ۰          | ۷      | ۰      | ۰    | ۰    | ۳۳    | ۴     |
| ۲۰۱۶–۲۰۱۷                | رئال مادرید              | لالیگا                   | ۳۳     | ۲      | ۴          | ۱          | ۱۰     | ۱      | ۳    | ۰    | ۵۰    | ۴     |
| ۲۰۱۷–۲۰۱۸                | رئال مادرید              | لالیگا                   | ۳۳     | ۴      | ۵          | ۳          | ۱۰     | ۱      | ۵    | ۰    | ۵۳    | ۸     |
| ۲۰۱۸–۲۰۱۹                | رئال مادرید              | لالیگا                   | ۳۱     | ۱      | ۷          | ۳          | ۶      | ۱      | ۳    | ۰    | ۴۷    | ۵     |
| ۲۰۱۹–۲۰۲۰                | رئال مادرید              | لالیگا                   | ۱۸     | ۲      | ۱          | ۱          | ۴      | ۰      | ۰    | ۰    | ۲۳    | ۳     |
| ۲۰۲۰–۲۰۲۱                | رئال مادرید              | لالیگا                   | ۲۴     | ۲      | ۱          | ۰          | ۸      | ۰      | ۱    | ۰    | ۳۴    | ۲     |
| ۲۰۲۱–۲۰۲۲                | رئال مادرید              | لالیگا                   | ۲۹     | ۳      | ۲          | ۰          | ۸      | ۰      | ۲    | ۰    | ۴۱    | ۳     |
| ۲۰۲۲–۲۰۲۳                | رئال مادرید              | لالیگا                   | ۲۳     | ۴      | ۱          | ۰          | ۵      | ۰      | ۱    | ۰    | ۳۰    | ۴     |
| ۲۰۲۳–۲۰۲۴                | رئال مادرید              | لالیگا                   | ۱۸     | ۱      | ۰          | ۰          | ۶      | ۰      | ۰    | ۰    | ۲۴    | ۱     |
| مجموع رئال مادرید        | مجموع رئال مادرید        | مجموع رئال مادرید        | ۲۳۴    | ۲۳     | ۲۲         | ۸          | ۶۴     | ۳      | ۱۵   | ۰    | ۳۳۵   | ۳۴    |
| مجموع آمار               | مجموع آمار               | مجموع آمار               | ۳۵۹    | ۴۱     | ۲۸         | ۹          | ۶۴     | ۳      | ۱۵   | ۰    | ۴۶۵   | ۵۳    |

## آمار ملی

### بازی‌های ملی
| اسپانیا | اسپانیا | اسپانیا |
| سال     | بازی    | گل      |
| ------- | ------- | ------- |
| ۲۰۱۶    | ۳       | ۰       |
| ۲۰۱۸    | ۶       | ۰       |
| مجموع   | ۹       | ۰       |

## افتخارات
- لیگ قهرمانان اروپا: ۱۶–۲۰۱۵، ۲۰۱۶–۲۰۱۷، ۲۰۱۷–۲۰۱۸، ۲۰۲۱–۲۰۲۲، ۲۴–۲۰۲۳
- سوپرجام اروپا: ۲۰۱۶، ۲۰۱۷، ۲۰۲۲
- جام باشگاه‌های فوتبال جهان: ۲۰۱۶، ۲۰۱۷، ۲۰۱۸، ۲۰۲۲
- لا لیگا: ۲۰۱۶–۲۰۱۷، ۲۰۱۹–۲۰۲۰ ،۲۰۲۱–۲۰۲۲
- سوپر جام فوتبال اسپانیا: ۲۰۱۷، ۲۰۲۰، ۲۰۲۲، ۲۰۲۴